# Wagnerscher Hammer
Der Wagnersche Hammer, auch als Rheotom oder Neeffscher Hammer bezeichnet, ist ein elektromechanischer Unterbrecher, der im Gegensatz zum Blitzrad magnetisch angetrieben ist und selbsttätig arbeitet. Der Name resultiert von seinem Erfinder Johann Philipp Wagner, der ihn 1836 ersann, und der von ihm gewählten Form des Kontaktes. Funktionell ist der Wagnersche Hammer heute meist durch elektronische Schaltungen wie den Multivibrator abgelöst.

## Aufbau und Funktion

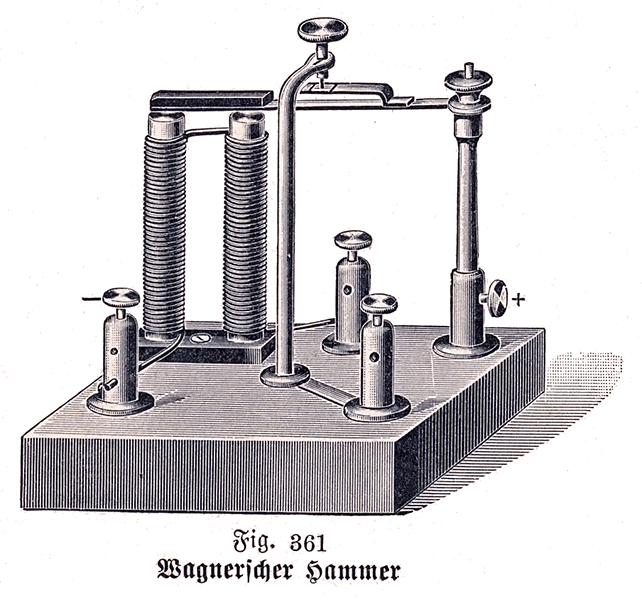
Wagnerscher Hammer, um 1900

Ein Wagnerscher Hammer besteht aus einem Elektromagneten, einem von diesem bewegten Anker und einem daran angebrachten Schaltkontakt (Öffner). Beim Einschalten ist ein Kontakt geschlossen und durch den in der Spule des Elektromagneten fließenden Strom wird der Anker angezogen. Der Schaltkontakt öffnet und unterbricht damit den Strom. Das Magnetfeld bricht daraufhin zusammen und der Schaltkontakt schließt wieder – er wird durch eine Rückstellfeder in die Ruhelage gezogen. Anschließend beginnt der Vorgang periodisch von neuem. Es handelt sich um ein selbsterregtes beziehungsweise rückgekoppeltes System. Ein wichtiger Faktor für das Auftreten der Schwingungen ist die verzögerte Rückkopplung, die dadurch bewirkt wird, dass der Anker und der Schaltkontakt auf zwei voneinander getrennten Blattfedern montiert sind. Auf diese Weise hinkt der Schaltkontakt den Bewegungen des Ankers immer ein wenig hinterher, und das Gesamtsystem zeigt Hysterese. Ein weiterer Faktor für die verzögerte Rückkopplung ist die Selbstinduktion der Magnetspulen. Ohne die verzögerte Rückkopplung würde sich ein Gleichgewichtszustand einstellen, bei dem sich der Schaltkontakt stark erwärmen würde, weil an ihm ein großer Teil der Spannung abgebaut würde. In diesem hier unerwünschten Betriebszustand wäre der Anpressdruck zwischen den Schaltkontakten nahezu null und es würde zwischen den Schaltkontakten ein zwischen null (geschlossen) und unendlich (offen) liegender elektrischer Widerstand herrschen, was zu einem starken Kontaktabbrand führen würde.
Die Arbeitsfrequenz beziehungsweise Schwingungsperiode wird bei geeigneter Dimensionierung durch die mechanische Eigenfrequenz des Feder-Masse-Systems Anker-Rückstellfeder bestimmt. Durch erhöhte Masse des Systems, z. B. einen schweren Klöppel, kann eine niedrige Frequenz bewirkt werden.

## Anwendungsbeispiele

Funktionsprinzip bei einer Klingel (Animation)

Auf dem Prinzip des Wagnerschen Hammers beruht z. B. die Wirkungsweise von elektromechanischen Klingeln, die eine Schwingbewegung erfordern, wie sie z. B. in den 1960er Jahren üblich waren.
Früher wurde er außerdem beispielsweise eingesetzt bei:
- Zerhackern: Die Schwingbewegung erzeugt mit einem Umschaltkontakt aus einer Gleichspannung eine Wechselspannung, die transformiert werden kann
- Funkeninduktor: Funktion wie eine Zündspule im Auto, der Unterbrecher ist ein Wagnerscher Hammer
- Aufschlaghorn in Automobilen
- Historische Elektrisiergeräte wie etwa Violet Wands

In heutigen Anwendungen ist der Wagnersche Hammer meist durch elektronische Schaltungen ersetzt.

## Störungen und Verschleiß
Ein Wagnerscher Hammer erzeugt infolge des Schaltlichtbogens Störungen und unterliegt einem Kontaktverschleiß und Kontaktabbrand. Um diese Effekte zu verringern, wird oft ein Kondensator parallel zum Kontakt geschaltet, der im Moment des Unterbrechens kurz den Stromfluss übernimmt, bis die Kontakte genügend weit voneinander entfernt sind. Dieser Kondensator steigert auch die Effizienz, da er Energieverluste im Schaltfunken vermeidet. Eine weitere Methode, die Funkstörungen zu verringern und den Kontaktabbrand zu senken, ist, eine Schutzdiode in Sperrrichtung parallel zu den Magnetspulen zu schalten, was aber nur bei Gleichspannungsbetrieb möglich ist.

## Betriebsarten

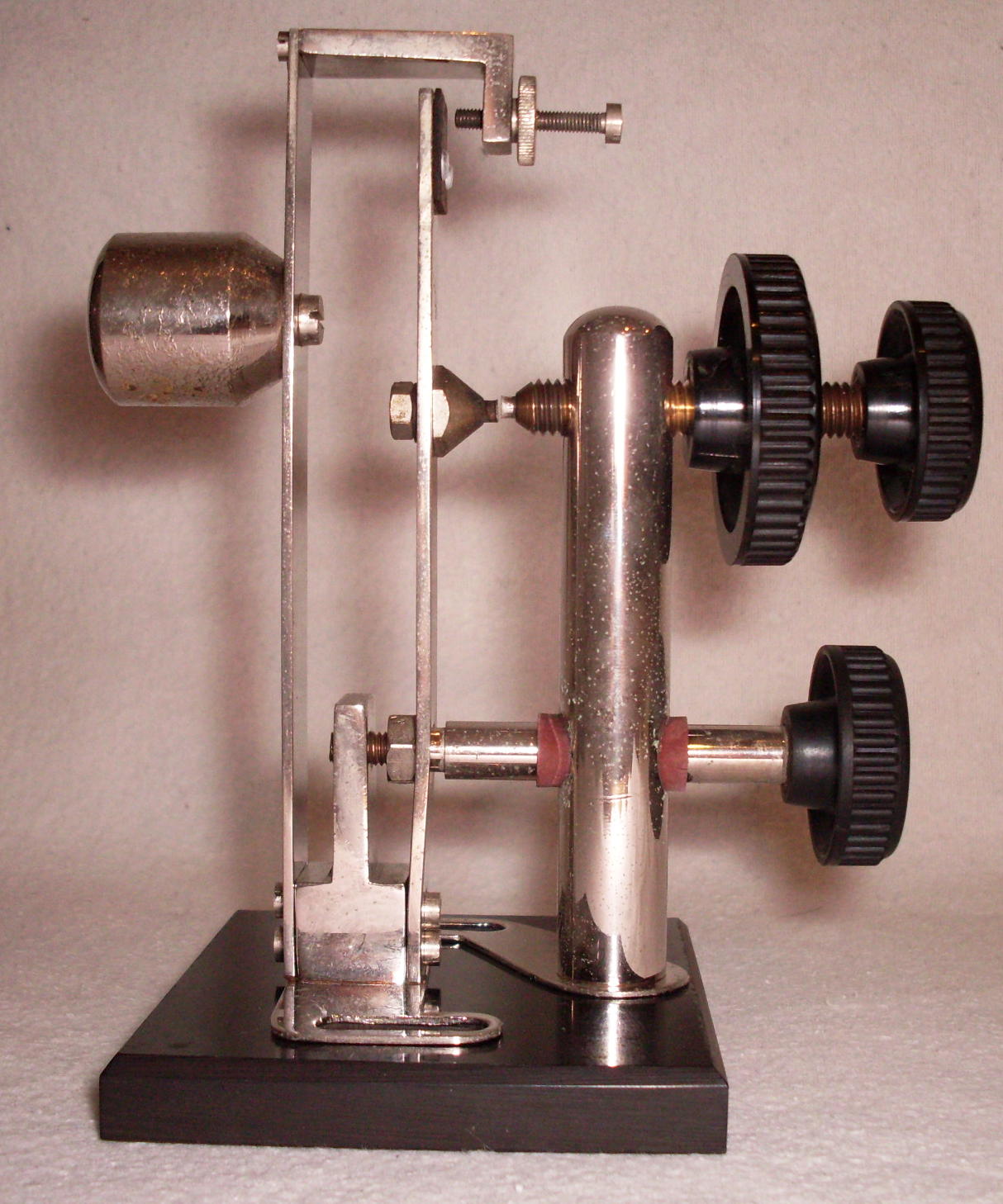
Ein Vril-Unterbrecher aus einem Funkeninduktor mit 10 cm Schlagweite, welcher eine Weiterentwicklung des Wagnerschen Hammers darstellt und für Frequenzen > 60 Hz benutzt wird

Elektromechanische Klingeln, Zerhacker oder Funkeninduktoren arbeiten besonders effektiv und reproduzierbar, wenn die Arbeitsfrequenz mit der mechanischen Eigenresonanz übereinstimmt. Der Wagnersche Hammer kann auch mit Wechselspannung betrieben werden. Dann stellt sich eine Schwebung mit der Frequenz der Betriebsspannung ein – es sei denn, jene besitzt die halbe Arbeitsfrequenz.
Nicht um einen Wagnerschen Hammer handelt es sich bei ähnlichen Anordnungen ohne Unterbrecherkontakt, bei denen der Elektromagnet mit Wechselstrom (Netzfrequenz) betrieben wird (Haustürklingel, -rassel). Hier beträgt die Eigenresonanz des Ankers zweckmäßigerweise das Doppelte der Betriebswechselspannung. Türgongs schlagen nur beim Ein- oder Ausschalten an – sie besitzen einen vergleichsweise schweren Anker, welcher der Wechselspannung nicht folgen kann. Ältere Telefonklingeln arbeiten ebenfalls ohne Unterbrecherkontakt direkt an der dafür besonders niederfrequenten Rufspannung (25 Hz). Sämtliche dieser Anordnungen verursachen keine Funkstörungen und sind vergleichsweise zuverlässig und verschleißfrei.
Eine entfernt verwandte Ausführung, bei welcher der Schaltkontakt als Schließer und nicht als Öffner geschaltet ist, stellt die Selbsthaltefunktion dar.